# شمرة مكنسية
الشمرة المكنسية (باللاتينية: Foeniculum scoparium) نوع نباتي ينتمي إلى جنس الشمرة من الفصيلة الخيمية.